# Pontus Sjögren
Pontus Sjögren, född 13 april 1985 i Stockholm, är en svensk tidigare professionell ishockeymålvakt.
Sjögren tillbringade sin karriär i bland annat Botkyrka HC, Huddinge IK, Södertälje SK och Malmö Redhawks. Hans moderklubb är IFK Tumba.